# Электроны проводимости
Электроны проводимости — электроны, способные переносить электрический заряд в кристалле, отрицательно заряженные квазичастицы в металлах и полупроводниках, электронные состояния в зоне проводимости. В частности, отличается от обычного электрона эффективной массой, а также зависимостью эффективной массы от направления приложенной к электрону проводимости внешних сил.

## Электроны проводимости в металле
Металл имеет кристаллическую решетку, образованную положительными ионами, в которой движутся делокализованные электроны валентных оболочек. Эти электроны взаимодействуют между собой и с ионами решетки. Потенциальная энергия этих взаимодействий порядка кинетической энергии электронов. Поведение электронов в металле аналогично поведению системы невзаимодействующих между собой частиц во внешнем поле, представляющем собой усредненное поле ионов решетки и остальных электронов. Усредненное поле обладает свойствами симметрии кристаллической решетки, в частности её периодичностью.
С целью упрощения описания кинетических и термодинамических характеристик металлов было введено понятие квазичастиц – электронов проводимости (ЭП). ЭП в металле – вырожденный ферми-газ невзаимодействующих квазичастиц (со спином ½), энергия которых  {\displaystyle \varepsilon \left(\mathbf {p} \right)} – периодическая функция квазиимпульса {\displaystyle \mathbf {p} }, период которой определяется обратными векторами кристаллической решетки. Функция {\displaystyle \varepsilon \left(\mathbf {p} \right)} включает в себя как взаимодействие с ионным остовом кристаллической решетки, так и взаимодействие электронов друг с другом. Число ЭП равно числу делокализованных электронов, их заряд равен заряду электрона. Однако, эффективная масса ЭП не равна массе свободного электрона, является тензором, и, в общем случае, зависит от квазиимпульса.  При описании  движения ЭП в магнитном поле роль массы играет циклотронная масса, которая может быть отрицательной. В этом случае движение квазичастицы вдоль орбиты происходит в противоположном направлении по отношению к электрону и ее часто называют «дыркой».
Согласно теории ферми-жидкости Ландау взаимодействие ЭП может быть введено как самосогласованное поле от окружающих квазичастиц, действующее на данную. При этом энергия ЭП будет зависеть от состояния других квазичастиц, т. е., иначе говоря, будет функционалом от их функции распределения.

## Квазиклассическая теория проводимости
С квазиклассической точки зрения все электроны в кристалле находятся в постоянном движении, однако в равновесном состоянии на каждый электрон, двигающийся в каком-либо направлении приходится ровно один электрон, двигающийся в обратную сторону, и переноса электрического заряда (протекания электрического тока через кристалл) не наблюдается. При переходе в неравновесное состояние для протекания электрического тока необходимо разогнать электроны (несущие отрицательный заряд) в сторону, противоположную протеканию тока (за направление тока принимается перенос положительного заряда). Однако это связано с двумя фундаментальными трудностями: во-первых, большинство внешних полей одинаково действуют на все электроны (например, электрическое поле действует на любой электрон с силой равной произведению заряда электрона на напряженность поля); а во-вторых, ускорение электрона приводит к изменению его скорости (или, эквивалентно, волнового вектора), что, в соответствии с принципом Паули, разрешено только если в пространстве состояний имеется не занятое состояние с таким волновым вектором. В результате при включении электрического (магнитного или иного поля, например температурного градиента) вся совокупность квазиклассических электронов в любой энергетической зоне кристалла стремится ускориться, а значит совокупно сместиться в пространстве состояний (пространстве волновых векторов, к-пространстве). Однако в энергетически низких валентных зонах все свободные состояния уже заняты и принцип Паули такое смещение запрещает. В этом приближении диэлектрики под воздействием внешнего поля просто не меняются и их состояние оказывается неотличимым от состояния равновесия, в котором ток не течет. Необходимо заметить, что при приложении гигантских полей электроны и в изоляторах могут переходить в состояния в соседних зонах, что приводит или к пробою или к поведению, аналогичному поведению полупроводников с широкой запрещенной зоной. Если же в зоне часть состояний оказывается пустой, то вся совокупность электронов в ней (заполняющая поверхность Ферми) смещается вместе с этой поверхностью на свободные места. Такая зона и называется зоной проводимости, поскольку часть электронов у смещенной поверхности Ферми оказываются в состояниях, не скомпенсированых электронами у противоположной стороны (и движущимися в противоположную сторону) из-за смещения поверхности, соответственно переносимый заряд этих электронов и является электрическим током. Понятно, что таких электронов тем больше, чем сильнее внешнее поле. Как следствие, можно так же заметить, что для бозонов принцип Паули не действует, их поверхность Ферми является точкой и соответственно все бозоны в кристалле ускоряются и начинают переносить свой заряд одновременно, а не начиная с тонкого слоя у поверхности Ферми, как электроны) с чем и связано явление сверхпроводимости (в этом случае бозоном является куперовская пара из двух электронов с зарядом в 2e).
С квазиклассической точки зрения электроны проводимости имеют много общих черт со свободным электронами. Это происходит потому, что, как и свободные электроны, они окружены не занятыми состояниями в k-пространстве. Однако благодаря взаимодействию с кристаллической решеткой они характеризуется другим законом дисперсии. Спин электрона проводимости тоже не обязательно 1/2, хотя он всегда разделён пополам, то есть электроны проводимости являются фермионами.
Электроны проводимости являются возбуждёнными состояниями в полупроводнике. В собственном полупроводнике они возникают в паре с дырками, в этом смысле в собственном полупроводнике всегда есть две зоны проводимости — в одной свободных состояний много, и заряд переносится электронами, а в другой много занятых состояний и удобнее говорить о дырочной проводимости. В полупроводниках n-типа (или p-типа) электроны переходят в зону проводимости с локализованных на примесях состояний (или наоборот, уходят на не занятые состояния на примесях, оставляя дырки), и там зона проводимости будет одна, поскольку состояния на примесях не образуют зоны из-за хаотичного расположения примесей, а диффузная проводимость посредством «прыжков» электронов между примесными состояниями как правило мала.
Важными характеристиками электрона проводимости является его эффективная масса, подвижность, коэффициент диффузии.
Электроны проводимости являются одним из типов носителей заряда в проводниках и полупроводниках и вносят большой вклад в их электропроводность или теплопроводность: как уже было замечено, при нагревании изменить свою энергию могут только электроны проводимости, поскольку только у них рядом есть доступные не занятые состояния.